# Rocky Joe
Rocky Joe (あしたのジョー?, Ashita no Jō, "Joe del domani") è un manga pubblicato da Kōdansha dal 1968 al 1973 (in Italia dal 2002 da Star Comics), scritto da Asao Takamori (pseudonimo di Ikki Kajiwara) e disegnato da Tetsuya Chiba. La storia è stata suddivisa complessivamente in 20 tankōbon.
Dal manga sono stati tratti due anime televisivi (il primo nel 1970, a manga ancora in corso, composto da 79 episodi, il secondo realizzato nel 1980 e composto da 47 episodi). I primi 12 episodi della 2ª serie sono un riassunto dell'ultima parte della prima serie, reso necessario dai quasi dieci anni intercorrenti tra le due serie.
Nel 1981 ne è stato anche realizzato un film, Rocky Joe - L'ultimo round, oltre a vari videogiochi basati sulla storia.
Un live action per il cinema ha infine visto la luce nel 2011 dal titolo Ashita no Joe con Tomohisa Yamashita nella parte del protagonista.

## Trama
(Joe Yabuki e la sua frase più famosa)
Il protagonista è Joe Yabuki (letteralmente "piedi piccoli"), un giovane tormentato il quale ha trascorso gran parte della sua ancora breve vita negli orfanotrofi statali (in quanto non ha mai conosciuto i suoi genitori) fino a quando non riesce a scappare da quello di Tokyo,
Joe vive così vagando da un luogo all'altro come un cane randagio. Attraversando "il ponte delle lacrime" (泪橋?, Namidabashi, chiamato così perché è il ponte attraversato dai reietti della società e dagli sconfitti della vita che abbandonano la città e lo attraversano piangendo) arriva nella baraccopoli nei bassifondi della città, dove incontra Danpei Tange, un vecchio pugile ed ex allenatore di boxe in pensione con un occhio solo, ormai ridotto ad una vita da barbone e perennemente ubriaco.
Ed è proprio la periferia (luogo d'esclusione sociale e psicologica) la comprimaria co-protagonista al principio della storia: una zona che nell'immediato dopoguerra, ai tempi della ricostruzione e del miracolo economico, era disagiata, povera e piena di delinquenza organizzata (la famosa yakuza, la cosiddetta mafia giapponese) e minorile.
I due personaggi principali, Joe e Danpei, al loro primo incontro (come fosse stato segnato dal destino) finiscono a prendersi a botte per un futile motivo. Ma subito dopo aver preso un bel po' di pugni e dopo aver visto Joe stendere un gruppetto della yakuza per difendere i bambini, l'ubriaco ex-pugile rinsavisce di colpo, accorgendosi immediatamente del grande talento posseduto dal giovane. Comincia allora a seguirlo, ripetendogli continuamente la sua proposta: farsi allenare da lui e diventare un pugile. Joe all'inizio proprio non vuole saperne, non ci pensa nemmeno a prendere in considerazione una proposta all'apparenza così bislacca, fattagli per di più da un vecchio avvinazzato.
Poi però sembra accettare, sia per passar un po' il tempo che per sfruttare il suo acquisito tutore, potendo così disporre di vitto, alloggio e un po' di denaro gratis da spendere. Danpei lo aiuta e Joe continua a combatter la sua battaglia esistenziale attraverso le strade dei quartieri più poveri, giungendo a creare una banda composta dai ragazzini della zona: si mette però nei guai per colpa d'una truffa perpetrata ai danni d'una giovane ereditiera (dopo aver coinvolto anche i bambini del rione), e finisce in riformatorio.
Per Danpei il ragazzo diventa come un figlio: per lui smette quasi del tutto di bere, ricomincia a lavorare come muratore specializzato, facendo i lavori più duri e pesanti per potere continuare a mantenere entrambi.
Però la notizia delle molteplici bravate di Joe lo delude e lo sconcerta: non si era reso conto di che tipo di persona avesse tra le mani. Ma con ferrea determinazione sarà lui stesso a snidarlo dal nascondiglio in cui s'era rifugiato e a consegnarlo così alle autorità, perché possa mettersi in regola con la legge e maturare, prendendo finalmente coscienza di sé ed assumendosi la piena responsabilità per le azioni commesse.
Inizialmente viene portato in un carcere temporaneo, dove combatterà contro Nishi, leader d'un gruppo di teppisti (e suo futuro miglior amico): insieme vengono poi trasferiti al vero e proprio carcere minorile.
Qui nel riformatorio (dove è stato condannato ad un anno e un mese di detenzione) a trattamento speciale per minorenni a miglia di distanza da Tokyo, Joe conosce molti altri ragazzi, riuscendo anche a moderare un poco il suo caratteraccio, ma non si farà in ogni caso grandi amicizie. L'unico col quale riesce forse ad aver un buon rapporto è Nishi.
Ma quello che sembra capace di tenergli fin dall'inizio testa si dimostra essere Tooru Rikiishi, un prodigio della boxe, peso welter, che sta finendo di scontare la sua pena; una grandissima rivalità si sviluppa immediatamente fra di loro quando Rikiishi sventa un suo tentativo di fuga con i suoi pugni. Il suo desiderio di boxare sgorga improvviso: comincia allora ad accettare le lezioni per corrispondenza di Danpei intitolate "Per il domani" (riprende il titolo giapponese dell'opera, "Ashita no Joe", che significa "Joe del domani") e ad allenarsi in cella. Dopo aver offeso Yoko (la ragazza precedente truffata) per lo spettacolo teatrale nel riformatorio, accusandola di essere lì solo per il proprio ego e per Rikiishi (fa parte della palestra del nonno di lei), con quest'ultimo intervenuto per dare una lezione a Joe, viene proposto un incontro tra i due. Si affrontano, con Rikiishi che domina dall'inizio alla fine, fino a quando al secondo round Joe sferra un attacco micidiale riuscendo a mettere a segno quello che diverrà il suo colpo più famoso, il "colpo d'incontro incrociato", e finiscono entrambi knock-out. Questo fatto ispira anche tutti gli altri detenuti i quali uno alla volta iniziano a praticare la boxe in palestra.
Subito dopo però Danpei inizia ad allenare il piccolo Aoyama, prendendolo temporaneamente sotto la sua ala ed abbandonando in apparenza Joe. Questo fa sì che il ragazzo si senta d'improvviso del tutto sperduto, teme inoltre che Danpei sta insegnando a quello che potrebbe anche rivelarsi in futuro come un rivale.
Il nonno di Yoko ha organizzato un torneo all'interno della prigione ed in semifinale proprio Joe e Ayoma si affrontano. Il primo attacca aggressivamente ma non risulta esser in grado di colpire l'avversario che s'è specializzato in velocità e gioco di gambe: Joe impara di colpo che occorre anche difendersi in modo efficace e non solo attaccare alla cieca... questo era quello che aveva voluto insegnargli Danpei col suo "tradimento", oltre a fargli provare la lotta contro la solitudine. In finale si deve confrontare con Rikiishi, ma quest'ultimo finisce la pena prima del match: provano anche ad affrontarsi su un ring improvvisato, ma vengono interrotti. Joe e Riki si son fatti reciprocamente una promessa solenne: d'incontrarsi tornati liberi per poter combatter ancora uno contro l'altro, ma stavolta in un incontro ufficiale.
Uscito dal riformatorio ed istruito costantemente da Danpei, Joe inizia a dedicarsi alla boxe. All'inizio non viene concessa la licenza a Danpei per i suoi trascorsi violenti a bordo ring, per questo Joe decide di presentarsi alla finale dei campionati esordienti dove provoca il campione esordiente dei pesi gallo Wolf Kanagushi, insultandolo, denigrandolo e colpendolo con il suo colpo d'incontro incrociato, scatenando un polverone mediatico che costringe la commissione a concedere la licenza. Inizia così i primi incontri da professionista vincendoli tutti, guadagnando il diritto di affrontarsi con Wolf che coltiva un forte rancore nei suoi confronti tanto che, per rappresaglia, picchia a sangue i bambini amici di Joe andati a spiarlo; Yabuki trova a questo punto ancora più motivazioni per sconfiggerlo senza pietà. Joe riesce a vincerlo con il suo nuovo "colpo d'incontro triplato" rompendo la mandibola di Wolf, mettendo fine alla sua carriera (Wolf diventerà una guardia del corpo di boss mafiosi), guadagnandosi così il diritto di combattere sul ring contro Tooru Rikiishi.
È diventato nel frattempo famoso per essere un pugile brutale e violento, che utilizza le tecniche più dannose per la salute sua e degli altri, senza alcun riguardo. Rikiishi da par suo desidera con tutte le sue forze sconfiggere Joe: gli brucia ancora molto il pareggio ottenuto contro di lui al riformatorio, avvenuto per doppio K.O. contemporaneo d'entrambi i pugili.
Ma poiché Rikiishi è di tre classi superiore a Joe prende la drastica decisione di diminuire di peso per arrivare a potere disputare nuovamente un incontro con Joe nella sua categoria, quella dei pesi gallo, e vincerlo ufficialmente seguendo tutte le regole. Affronta così un programma intensivo di calo di peso: la dieta intrapresa da Rikishi è drammatica, cessa quasi di mangiare, tanto da diventar quasi pelle e ossa. Per poter meglio resistere ai morsi della fame si fa perfino rinchiudere a chiave nel magazzino della palestra dove si allena, di proprietà della bella Yoko, implicitamente innamorata di Rikiishi.
Per compensare la potenza d'attacco che ha perduto Rikiishi s'allena senza sosta in uppercut, scagliando montanti fino a quando non riesce a colpire l'avversario. Alla fine i due grandi rivali combattono tra di loro, il momento della verità tanto atteso è finalmente giunto: si affrontano e,
nonostante la debolezza, Rikiishi dimostra un'indubbia superiorità per tecnica, forza e intuito.
Joe è sconfitto, ma mentre è in procinto di stringergli la mano e congratularsi con lui per l'ottimo incontro disputato Rikiishi, anche a causa dei tremendi colpi ricevuti, delle cadute e dell'esaurimento generale, muore.
Joe la prende malissimo, e inizia a vagabondare senza meta come un disperato. Questo segna la fine del primo arco narrativo (anche se la prima serie continua fino all'incontro con Carlos).
La storia riprende (la seconda serie riparte dalla morte di Rikishi, ripetendo quel che accadde in seguito) con un flashback del match tra Joe e Rikishi, come fosse un lontano ricordo: Joe è ancora profondamente scosso da quell'incontro (e soprattutto dalle conseguenze che ha portato nella sua vita e in quella d'altri), sia mentalmente che fisicamente. Alla fine torna a casa di Danpei, dopo circa un anno, e comincia nuovamente ad allenarsi. Apparentemente sembra non esser cambiato, il talento è sempre lo stesso, ma dopo le prime vittorie Nishi s'accorge (e lo fa subito notare anche a Danpei) che, durante i match fin qui sostenuti, Joe non è stato capace di assestare nemmeno un colpo violento al volto, come se avesse un blocco o un qualche impedimento dovuto alla paura.
Joe si rende conto che sta avendo un problema serio, non riuscendo più a dar colpi forti al viso: ovviamente è stata la morte di Rikishi a causargli un tale shock. Gli ci vuole un po' di tempo per riprendersi, fa leva su sé stesso e cerca di superar così il trauma; ma riuscire ad ottener questo non è affatto facile e ciò gli costa tre sconfitte consecutive dovute anche al fatto che gli altri presidenti delle palestre si rendono conto del suo problema e gli fanno incontrare i tre pugili più forti a livello nazionale istruendoli adeguatamente su come sconfiggere Yabuki per porre fine alla sua carriera.
Durante l'incontro con uno di loro, Joe ce la farà finalmente a colpire violentemente l'avversario alle tempie, ma improvvisamente ha un rigetto che lo spinge a vomitare sul ring e quindi ad esser squalificato. Ciò è dovuto al senso di colpa ormai interiorizzato: la morte dell'amico/rivale Rikishi, è stata causata proprio da uno dei suoi colpi sferrati alla tempia.
Intanto nessuno accetta più di affrontare il pugile Yabuki, come previsto dai presidenti, che vede così ben presto dissolversi nel nulla la sua promettente carriera che pare finita per sempre. Tuttavia riuscirà infine a vincere le sue paure quando si troverà a dover affrontare un altro grande campione.
Yoko, diventata presidente della palestra Shiraki, porta e ospita nella sua palestra il numero 6 al mondo, il pugile venezuelano Carlos Rivera venuto a sondare l'ambiente e disputare degli incontri; per la sua forza sembra che il detentore del titolo mondiale dei pesi gallo non abbia il coraggio di misurarsi con lui, temendone la potenza. Proprio per questo motivo Carlos è soprannominato il "Re senza corona" e viene considerato da tutti come un pretendente legittimo alla cintura mondiale, uno sfidante pericolosissimo per chiunque. Yoko inoltre spera che così Yabuki si riprenda dal trauma. Joe si propone e viene ingaggiato per fare da sparring al campione. Durante un allenamento particolarmente violento Joe supera il suo complesso e riesce finalmente a colpire al volto l'avversario.
Joe e Carlos stringono una bella amicizia, e decidono di affrontarsi in un match regolare che si terrà il 1º gennaio, organizzato dalla stessa Yoko. L'incontro è avvincente ed equilibrato e termina in un pareggio. Poco tempo dopo viene finalmente proposto a Carlos di disputare l'incontro per il titolo mondiale della sua categoria e affrontare il campione messicano José Mendoza. Costui più che un pugile sembra un superuomo. In lui è presente la summa di tutte le caratteristiche del migliore atleta, devastante il suo attacco, impenetrabile la sua difesa. Joe viene a sapere che Rivera è stato battuto dopo appena un minuto e 33 secondi; Carlos, a seguito dell'incontro con Yabuki, aveva subito gravi conseguenze a causa dei suoi colpi e ha subito danni cerebrali permanenti a causa di Mendoza.
Subito dopo, in una uscita con Noriko (ragazza conosciuta nella periferia), alla domanda di quest'ultima del perché di tutti i sacrifici che compie per poter boxare quando invece quelli della sua età si divertono, Joe le risponde, oltre al debito morale che sente di avere verso i pugili da lui affrontati, che soprattutto lui ama la boxe e si sente realizzato e vivo all'interno del quadrato tanto da avere una sensazione che, anche solo per pochi istanti, fa "bruciare" tutto il suo corpo in una fiamma rossa e viva (a differenza di altri che "bruciano" in una combustione incompleta), e quando questa sensazione finisce, non gli rimangono altro che della bianche ceneri.
La carriera di Joe, rivitalizzata dall'aver pareggiato con numero 6 al mondo, procede di bene in meglio fino a essere lo sfidante per la cintura di campione asiatico contro Yongbi Kim, sopravvissuto alla guerra di Corea che durante il conflitto, alla disperata ricerca di cibo, rubò a un soldato, apparentemente morto, la sua razione, ma quando quel soldato si ridestò, per la paura gli fracasso il cranio con una pietra, rendendosi successivamente conto che era suo padre; per il trauma ha sviluppato una freddezza simile a quella di un automa. Per poter combattere contro di lui però Joe, a causa dello sviluppo del suo fisico, si sottopone a una durissima dieta per rimanere nella categoria dei pesi gallo, anche per rispetto nei confronti di Rikiishi, arrivando perfino rinchiudersi a chiave nello stesso magazzino dove si era rinchiuso il suo amico/rivale. Dopo un durissimo incontro, riesce a batterlo e a conquistare la cintura.
Dopo aver sconfitto ai punti il primo nella classifica mondiale e aver difeso il titolo asiatico contro Harimao, selvaggio pugile malese fatto venire dalla stessa Yoko per far risvegliare nel ragazzo l'istinto selvaggio perso in favore della tecnica, Joe può finalmente sfidare il campione del mondo Mendoza.
Subito dopo il match con Harimao, rincontra Carlos, ormai ridotto praticamente a un invalido, e quando Joe cerca di abbotonare la camicia a Rivera, non ci riesce. 
A questo punto della storia il fisico di Joe è molto danneggiato dai colpi ricevuti e comincia a soffrire dei sintomi della "sindrome del pugile ubriaco". Nonostante se ne sia accorto benissimo, e molto prima del medico, Joe decide di nascondere il suo male per sfidare José Mendoza.
Yoko però inizia a rendersi conto della sua malattia, tentando più volte di incontrarlo, ma lui la evita pensando solo ad allenarsi. Yoko riesce a incontrare Joe solo nello spogliatoio prima del match e tenta di persuaderlo ad abbandonare l'incontro, dicendogli che è affetto dai sintomi del punch drunk (che Joe già sapeva, con grande sorpresa di Yoko). Nel disperato tentativo di fermarlo Yoko gli confessa di essere innamorata di lui (se n'è resa conto solo adesso), dicendogli che non vuole che l'uomo che ama si autodistrugga. Il giovane, sebbene colpito dai sentimenti di Yoko, non desiste: il campione del mondo lo sta aspettando e non vuole fuggire, pur sapendo di non avere praticamente nessuna possibilità di batterlo. Si dirige quindi sul ring, lasciando la ragazza in lacrime nello spogliatoio.
Il match contro José Mendoza inizia e il divario tecnico fra i due è enorme, ma Joe non si tira indietro e continua ad attaccare; dopo pochi round di combattimento, durante il quale subisce molti colpi potenti, diventa cieco da un occhio, ma impara a riprodurre la tecnica di avvitamento del pugno del suo avversario, il segreto che rendeva i colpi di Mendoza micidiali.
Danpei, preoccupato per la sua incolumità, tenta di gettare la spugna, ma Joe lo convince a rinunciare al suo intento, dicendogli che non è ancora diventato "tutto bianco". Joe, nel momento più difficile di tutto l'incontro, riceve il sostegno di Yoko (precedente corsa via disperata vedendo il ragazzo in balia dell'avversario), che gli dice che deve combattere dando tutto in modo che poi non possa avere dei rimpianti mentre lei gli starà accanto, guardando ogni istante.
Mendoza lo colpisce con tutta la sua forza, sperando di convincerlo ad abbandonare l'incontro, ma Yabuki ha una tenacia e una resistenza spaventose e non si tira indietro, anzi, prende l'iniziativa e risponde colpo su colpo al campione. Joe è quasi catatonico, assente, ma resta in piedi e continua ad incassare e a rispondere, quasi automaticamente. Mendoza adesso è spaventato da questo ragazzo che sembra non aver paura di morire e comincia a sospettare che Joe sia già morto nonostante sia in piedi ad incassare i colpi: è sotto questo terribile sospetto che a Mendoza vengono i capelli bianchi dallo spavento, tanto da sembrare un vecchio alla fine dell'incontro.
(Joe, alla fine dell'incontro con Mendoza, resosi conto di aver speso tutte le proprie energie come pugile)
Al termine dell'incontro, il verdetto premia il pur distrutto Mendoza; poco prima che l'arbitro proclami la vittoria del messicano, Yabuki consegna i guantoni a Yoko dicendole che vorrebbe che li tenesse lei e che quei guantoni sono stati tutta la sua vita, nell'unico modo in cui ha saputo esprimere e ricambiare i sentimenti di lei, poi Joe, sereno dopo aver dato tutto se stesso, resta seduto e muore al proprio angolo col sorriso sulle labbra, tenendo fede al suo ideale che lo avrebbe visto “bruciare” completamente, fino a diventare cenere bianchissima.
Il finale del manga inizialmente era diverso, con l'ultima scena sul terrazzo della casa Shiraki, con Joe probabilmente ridotto allo stato di punch drunk, ma vivo, con Yoko a vegliare si di lui. Questo finale non piaceva a Chiba, che ottenne carta bianca dall'autore Takamori (impegnato in altre opere), disegnando il finale iconico basandosi sul discorso fatto da Yabuki a Noriko sulle ceneri bianche. Chiba però non aveva intenzione di uccidere Joe, ma di lasciare un finale aperto per la libera scelta dei lettori, mentre per Takamori Joe muore in quella scena. Nella scena finale dell'anime, la morte di Joe venne disegnata in maniera inequivocabile, non lasciando spazio di immaginazione agli spettatori.
Nel primo adattamento italiano dell'anime, così come viene modificata buona parte della trama originale, alcune scene finali vengono rimontate ed altre tagliate. I dialoghi cambiano in modo da che Joe si dichiari in maniera molto più esplicita a Yoko e che insieme avrebbero affrontato altre sfide, forse con l'intenzione di continuare a combattere, per riprovare a diventare campione del mondo.
Nell'edizione italiana del film OAV Rocky Joe - L'ultimo round, che si focalizza molto sull'ultimo episodio, viene rispettata la trama e i dialoghi originali dell'anime. Anche il nome del protagonista viene riportato all'originale (Jo Yabuki), togliendo dai dialoghi i riferimenti a "Rocky".

## Personaggi

Francobollo dedicato a Rocky Joe emesso dalle poste giapponesi

Jo Yabuki (矢吹 丈?, Yabuki Jō)
Doppiato da: Teruhiko Aoi (ed. giapponese), Mauro Gravina (1ª serie), Riccardo Niseem Onorato (2ª serie e film) (ed. italiana)
Soprannominato Joe, quando la serie inizia, è un giovane di quindici anni che sta uscendo proprio allora da un'infanzia molto difficile. Cresciuto in un orfanotrofio di Tokyo, da cui è fuggito per condurre una vita da girovago ma libera. Ciò lo segna emotivamente; mostra difatti autentico affetto solo nei confronti dei bambini del quartiere-dormitorio dove vive, i quali lo considerano come un fratello maggiore, se non proprio come un eroe.

Joe nell'anime

Durante uno dei suoi vagabandoggi capita nel parco Principessa Tama in un quartiere povero e qui incappa nell'ex pugile Danpei Tange e si scontra in una rissa contro dei membri della yakuza, mettendoli al tappeto e attirando immediatamente l'interesse di Danpei, che vorrebbe fare di lui un pugile professionista, ma inizialmente il ragazzo rifiuta le avance del vecchio dimostrandosi violento, orgoglioso, opportunista e bugiardo; tuttavia, dopo un periodo in riformatorio dove conosce Mammuth Nishi e Tooru Rikishi, si lascia convincere ed entra nel mondo della boxe. Inizialmente pone fine alla carriera del promettente Wolf Kanagushi rompedogli la mandibola, poi si scontra con Rikishi che, indebolito dalla dieta a cui si era sottoposto da solo per rientrare nella stessa categoria di peso, al termine del match da lui vinto muore, portando Joe quasi alla follia: Yabuki non riesce più a colpire con forza al volto (e quando ci riesce, vomita) e lascia il professionismo dopo che tutti sanno il suo punto debole, per poi tornare nel ring quando in Giappone arriva Carlos Rivera, pugile venezuelano sesto al mondo. In questo caso Joe ottiene un pareggio, ma per Carlos è il suo ultimo vero incontro: infatti Rivera dopo di Joe organizza un incontro contro il campione del mondo Jose Mendoza, nel quale esce sconfitto anche a causa dei danni subiti dopo lo scontro con Yabuki e termina la sua carriera.
Dopo di lui Joe ottiene diverse vittorie fino ad arrivare a scontrarsi con Yongbi Kim, campione dell'Asia: questa volta è lui ad avere la meglio ed ottiene il primato continentale, ma come tristemente notato prima da Danpei e poi da Yoko Shiraki dopo questo incontro il ragazzo diventa un "relitto umano", cadendo vittima della "sindrome del punch-drunk", ma nonostante ciò Joe non interrompe la sua carriera ed arriva a scontrarsi contro Jose Mendoza, diventando prima cieco da un occhio durante l'incontro e, sconfitto alla fine ai punti, muore con un sorriso sulle labbra per aver dato tutto sé stesso. Aveva circa 21 anni.
Joe ha inizialmente un carattere freddo e distaccato, ma pian piano si addolcisce sempre più, facendo amicizia con i bambini del quartiere e con Nishi; al contrario, si dimostra impacciato con le donne, non riuscendo a capire che, almeno inizialmente, Noriko Hayashi nutriva dei sentimenti verso di lui, così come comprende tardi i sentimenti di Yoko Shiraki (anche se lei si dichiara solo poco prima del match con Mendoza) e solo prima di morire, affidandole i guantoni, capisce di provare gli stessi sentimenti di lei, cosa che era stata compresa troppo tardi da entrambi; nonostante i vari contrasti che hanno avuto nel corso della storia, probabilmente Joe vedeva in lei l'unica persona che era riuscita a comprenderlo fino in fondo visto che è proprio lei, quando tutti gli altri vorrebbero gettare la spugna nel match finale, a dirgli di andare avanti dando tutto.
Col passare del tempo appare chiaro che aspiri al titolo mondiale non tanto per sé stesso ma per tutte le persone da lui affrontate (Wolf, Rikishi, Rivera) per una sorta di debito morale nei loro confronti, mentre lui nella boxe, che gli ha dato uno scopo nella vita, vuole quella sensazione che lo fa sentire vivo, che lo fa "bruciare" in una fiamma viva che non lascia nessun residuo, solo delle bianche ceneri.
È un peso gallo inizialmente selvaggio e privo di ogni fondamentale, poi man mano acquista della tecnica seppur conservando il suo istinto selvatico che lo porta sempre a non buttarsi giù.
Danpei Tange (丹下 段平?, Tange Danpei)
Doppiato da: Jukei Fujioka (ed. giapponese), Arturo Dominici (1ª serie), Gino Pagnani (2ª serie), Alessandro Rossi (film) (ed. italiana)
Un ex pugile alcolizzato di mezza età con un solo occhio buono che vuole ad ogni costo trasformare Joe in un campione imbattibile e (metaforicamente) attraversare insieme a lui in senso contrario e a testa alta "il ponte delle lacrime". Grazie a Joe e Nishi riesce ad aprire il "Tange Boxing Club", al quale in seguito si iscrivono altri pugili, attirati dalla fama sempre crescente di Joe. Riesce non solo ad affinare la tecnica selvaggia del suo pupillo, ma anche a rendere Mammuth Nishi un discreto pugile fino al momento del suo ritiro. Dopo l'incontro di Joe con Yongbi Kim si rende conto che il ragazzo ha praticamente finito la sua carriera, ma tenta di illudersi che non sia così. Durante l'incontro con Jose Mendoza vorrebbe più volte gettare la spugna, ma il ragazzo glielo vieta, cosa che lo porterà alla morte al termine del match.
Yoko Shiraki (白木葉子?, Shiraki Yōko)
Doppiata da: Emi Tanaka (ed. giapponese), Isabella Pasanisi (1ª serie), Stefania Patruno (2ª serie), Barbara De Bortoli (film) (ed. italiana)
L'eroina della storia, nipote del fondatore d'un'importantissima società finanziaria ed appassionato di boxe. Come appartenente di nascita alla classe benestante, si dedica durante il tempo libero alla carità pubblica: ed è proprio in tal modo che si vien ad imbattere in Joe e nei bambini della baraccopoli.
Le sue belle ed educate maniere e discorsi coerenti ispirati al buon senso sollevano il sospetto e subito dopo il più profondo disprezzo in Joe, che tenta con una truffa ben organizzata di portarle via una grossa somma di denaro. È lei che sta dietro al successo di Tooru Rikishi come pugile professionista (di cui è innamorata) e con la sua morte ne esce sconvolta tanto che, quando reincontra Yabuki (che aveva abbandonato la boxe) gli dice che, per i debiti che ha nei confronti di Wolf e soprattutto di Rikishi, deve restare sul ring fino alla morte. Diventata presidente della palestra Shiraki, è tra i primi ad accorgersi del problema di Joe quando torna sul ring e lo aiuta a superare il trauma, inoltre è la prima a notare che il fisico di Joe si era sviluppato e che lui sta soffrendo per la dieta per rimanere nei pesi gallo. Andando avanti con la storia, aiuterà Joe per farlo sviluppare a pieno come pugile, sviluppando un sentimento d'amore per lui di cui se ne rende conto solo prima del match finale. Così come Danpei, ella si accorge presto che Joe Yabuki è ormai affetto dalla sindrome di punch-drunk. Poco prima dell'incontro con Mendoza rivela a Joe del suo stato ma scopre che Joe sapeva della sua malattia e che vuole comunque combattere, tanto che neanche i suoi sentimenti verso di lui riescono a dissuaderlo. Incoraggia Joe a dare tutto nel match finale e riceve i guantoni da lui alla fine.
Mammuth Nishi (マンモス西?, Manmosu Nishi)
Doppiato da: Toku Nishio (ed. giapponese), Sandro Iovino (1ª serie, 1ª voce), Paolo Poiret (1ª serie, 2ª voce), Paolo Buglioni (1ª serie, 3ª voce), Giuliano Santi (2ª serie), Francesco Pannofino (film) (ed. italiana)
Conosce per la prima volta Joe nel carcere preventivo ed è inizialmente suo nemico, ma da quando vengono trasferiti in riformatorio diventa il suo migliore amico e in seguito compagno d'allenamenti. Inizialmente è timido ed impacciato (cosa che gli provoca molte prese in giro a causa della sua stazza imponente) ma nel periodo di assenza di Joe dopo la morte di Rikishi diventa un pugile capace e una persona diversa, determinata e sicura di sé, pur conservando la sua grande amicizia con Joe; dopo un incontro vinto, è costretto a ritirarsi a causa di un infortunio alla mano. Dopo aver iniziato a lavorare nel negozio dei signori Hayashi dimostra di avere grandi doti per quel settore e porta il loro negozio ad un rapido ingrandimento, arrivando infine anche a sposare felicemente Noriko, la figlia della coppia, la quale aveva inizialmente una cotta per Joe. Non si capisce se questo fatto porti Joe ad essere geloso nei confronti di Nishi.
Tohru Rikiishi (力石 徹?, Rikiishi Tōru)
Doppiato da: Shuusei Nakamura (ed. giapponese), Angelo Nicotra (1ª serie, 1ª voce), Paolo Buglioni (1ª serie, 2ª voce), Francesco Bulckaen (2ª serie), Riccardo Rossi (film) (ed. italiana)
Viene a contatto con Joe al riformatorio; è dapprima un pugile professionista nella categoria welter, poi campione nei piuma. L'accesa rivalità con Joe lo stimola per la prima volta a concentrarsi veramente sulla boxe: i due riescono a stimolarsi reciprocamente e a svilupparsi e crescere come professionisti. Per poter sfidare Joe nella sua categoria, i pesi gallo, si sottopone ad una dieta mortale, che lo porta al decesso dopo aver sconfitto il suo nemico/amico.
Noriko (林 紀子?, Hayashi Noriko)
Doppiata da: Kaoru Ozawa (1ª serie), Kei Moriwaki (2ª serie) (ed. giapponese), ? (ed. italiana)
Figlia dei coniugi Hayashi, proprietari di un negozio d'alimentari dove Nishi e per un po' di tempo Joe lavorano part-time. Inizialmente nutre un amore non corrisposto verso Joe, concentrato nella sua carriera da pugile, e finisce per innamorarsi di Nishi e sposarlo.
Wolf (ウルフ金串?, Urufu Kanagushi)
Doppiato da: Osamu Kato (ed. giapponese), Carlo Cosolo (1ª serie, 1ª voce), Raffaele Uzzi (1ª serie, 2ª voce) (ed. italiana)
Un pugile promettente che dopo esser stato sconfitto per KO da Joe, a causa della frattura occorsagli alla mandibola deve rinunciare alla carriera professionistica e si ricicla come guardia del corpo di vari boss della malavita. Ha un forte risentimento e rancore nei confronti dell'avversario che l'ha battuto.
Carlos Rivera (カーロス・リベラ?, Kārosu Ribera)
Doppiato da: Taichirō Hirokawa (ed. giapponese), Dario Penne (1ª serie), Angelo Maggi (2ª serie), Massimo De Ambrosis (film) (ed. italiana)
Proveniente dai bassifondi venezuelani, era il campione dei pesi gallo del Venezuela e il sesto in classifica mondiale, ha uno stile di combattimento potente e veloce, sul ring si muove a ritmo di danza, grazie a lui Joe ritrova lo spirito combattivo che aveva perduto dopo la morte di Rikiishi. Veniva soprannominato "Re senza corona" in quanto pareva che perfino il campione del mondo Jose Mendoza avesse paura di affrontarlo; tuttavia dopo l'incontro con Joe Yabuki, Jose accetta di sfidarlo ottenendo una vittoria semplice ed inaspettata in quanto, come ammesso in seguito dal manager di Carlos, Joe aveva già posto fine alla carriera di Carlos. In seguito viene visto vagabondare in Venezuela e forse anche in Giappone, a seguire le vicende di Joe.
Harry Robert (ハリー・ロバート?, Harī Robāto)
Doppiato da: Takeshi Kuwabara (1ª serie), Michihiro Ikemizu (2ª serie) (ed. giapponese), ? (1ª serie), Giorgio Locuratolo (2ª serie) (ed. italiana)
È l'agente-manager di Carlos. Di lui si diceva avesse un "fiuto eccezionale per i soldi"  che lo aveva portato a scoprire Carlos e molti altri. Dopo l'incontro tra quest'ultimo e Jose Mendoza annuncia il ritiro di Carlos, causato non dal campione del mondo ma bensì dallo sconosciuto Joe Yabuki.
Goromaki Gondō (ゴロマキ 権藤?, Goromaki Gondō )
Doppiato da: Chikao Ōtsuka, Takeshi Watabe (Ashita no Joe 2)
È un abile rissaiolo al soldo della yakuza. Stende facilmente Wolf Kanagushi fratturandogli nuovamente la mandibola, mentre rifiuta di scontrarsi con Joe poiché ne riconosce subito la grande forza. In seguito lo aiuta ad allenarsi in vista dello scontro con Harimau, facendogli notare che forse si era indebolito dal loro ultimo incontro.
Harimau (ハリマオ?, Harimao)
È un selvaggio pugile malese che viene fatto scontrare da Yoko con Joe per una sorta di test. Ha una tecnica poco ortodossa e riesce a non essere squalificato solo perché le sue mosse non sono nemmeno previste dal regolamento e non esiste una regolamentazione adeguata. È selvaggio e praticamente analfabeta, in quanto comprende solo il suo dialetto locale e riesce ad esprimersi a solo a grugni; si innervosisce facilmente, ma si calma di fronte al cioccolato di cui è ghiotto.

## Media

### Manga
Il manga scritto da Asao Takamori e disegnato da Tetsuya Chiba è stato serializzato dal 1º gennaio 1968 al 13 maggio 1973 sulla rivista Weekly Shōnen Magazine edita da Kōdansha. In seguito i vari capitoli sono stati raccolti in venti volumi tankōbon pubblicati dal 7 marzo 1970 al 15 giugno 1973.
In Italia la serie è stata pubblicata da Star Comics dal 19 ottobre 2002 al 20 maggio 2004. Nel 2017 sempre la Star Comics ha avviato la pubblicazione di una edizione del manga, una Perfect Edition, e che si è conclusa con il tredicesimo volume.

#### Volumi
| Nº | Data di prima pubblicazione | Data di prima pubblicazione | Data di prima pubblicazione |
| Nº | Giapponese                  | Giapponese                  | Italiano                    |
| -- | --------------------------- | --------------------------- | --------------------------- |
| 1  | 7 marzo 1970                | ISBN 4-06-109080-1          | 19 ottobre 2002             |
| 2  | 7 marzo 1970                | ISBN 4-06-109081-X          | 19 novembre 2002            |
| 3  | 4 maggio 1970               | ISBN 4-06-109086-0          | 24 dicembre 2002            |
| 4  | 6 maggio 1970               | ISBN 4-06-109087-9          | 24 gennaio 2003             |
| 5  | 6 luglio 1970               | ISBN 4-06-109091-7          | 19 febbraio 2003            |
| 6  | 7 ottobre 1970              | ISBN 4-06-109099-2          | 19 marzo 2003               |
| 7  | 18 gennaio 1971             | ISBN 4-06-109110-7          | 19 aprile 2003              |
| 8  | 8 marzo 1971                | ISBN 4-06-109116-6          | 19 maggio 2003              |
| 9  | 6 maggio 1971               | ISBN 4-06-109122-0          | 19 giugno 2003              |
| 10 | 6 luglio 1971               | ISBN 4-06-109125-5          | 19 luglio 2003              |
| 11 | 7 ottobre 1971              | ISBN 4-06-109130-1          | 1º agosto 2003              |
| 12 | 8 dicembre 1971             | ISBN 4-06-109135-2          | 1º settembre 2003           |
| 13 | 4 febbraio 1972             | ISBN 4-06-109142-5          | 19 ottobre 2003             |
| 14 | 6 giugno 1972               | ISBN 4-06-109150-6          | 19 novembre 2003            |
| 15 | 8 agosto 1972               | ISBN 4-06-109154-9          | 19 dicembre 2003            |
| 16 | 9 ottobre 1972              | ISBN 4-06-109164-6          | 19 gennaio 2004             |
| 17 | 8 dicembre 1972             | ISBN 4-06-109172-7          | 19 febbraio 2004            |
| 18 | 8 marzo 1973                | ISBN 4-06-109184-0          | 19 marzo 2004               |
| 19 | 7 maggio 1973               | ISBN 4-06-109191-3          | 20 aprile 2004              |
| 20 | 15 giugno 1973              | ISBN 4-06-109196-4          | 20 maggio 2004              |

### Anime

#### Episodi e film d'animazione
Dal manga è stata tratta una serie televisiva di 79 episodi nel 1970 e una seconda serie di 47 episodi nel 1980. Nel 1980 e nel 1981 sono stati inoltre realizzati due film riassuntivi ottenuti dal montaggio degli episodi delle serie. È da notare che i primi 12 episodi della seconda serie sono il remake degli ultimi 26 della prima, principalmente incentrati sulla figura di Carlos Rivera.
Entrambe le serie vantano un'ottima realizzazione tecnica. Mentre la prima propone un design più fedele al fumetto originale, che risente maggiormente, soprattutto nei volti, della scuola di Osamu Tezuka (non a caso la casa di produzione è proprio la sua Mushi), nella seconda i personaggi sembrano generalmente più adulti e presentano corpi più slanciati. La prima serie presenta un tratto più marcato e "sporco" che in alcuni episodi (il 4º e il 51º su tutti) raggiunge quasi l'effetto della tecnica del carboncino. Nella seconda, di contro, la regia di Osamu Dezaki è giunta alla sua maturità e vi si possono trovare tutti i suoi stilemi più frequenti, dai giochi di luce alle inquadrature storte ed angolate dal basso.
Le differenze tra manga ed anime sono: in entrambe le serie animate, manca l'incontro esibizione di quattro round tra Joe e Carlos, mentre nella seconda serie è stato aggiunto l'arco narrativo in cui Yabuki combatte contro Leon Smith, primo in classifica e il match che unisce i titoli mondiale del WBA e del WBC disputato da Mendoza. Un'altra differenza è che, dopo la morte di Rikishi, nella prima serie Joe all'inizio non riesce più a colpire al volto, mentre nel manga e nella seconda serie riesce si a colpire, ma lo fa senza metterci forza.
Tra le due serie animate ci sono delle discrepanze nelle prime 12 puntate della seconda parte (riassunto delle ultime 26 puntate della prima serie): nella prima Joe per difendere Wolf Kanagushi da Goromaki Gondō in una rissa in un ristorante mafioso (inizialmente Gondō si rifiuta di scontrarsi con Joe poiché ne riconosce subito la grande forza), la polizia lo coglie in flagrante e lo rinchiude in carcere preventivo e viene scagionato da Danpei, mentre nella seconda lo stesso Gondō lo aiuta a fuggire; inoltre viene saltata la parte in cui Joe viene assunto da una compagnia teatrale la quale offre combattimenti girando per tutto il Giappone e dell'allontanamento di Yabuki da Danpei e dai suoi amici al termine della prima serie subito dopo l'incontro con Carlos Rivera.
In Italia fu dato il titolo di Rocky Joe perché il nome rievocava molti grandi pugili americani. Probabilmente proprio in onore al pugile Rocky Marciano per la stessa potenza di pugni e Rocky Balboa, protagonista della serie di film, Rocky, a quei tempi molto attuali. Inoltre venne aumentata l'età di Joe a 18 anni contro i 15 della storia originale. La serie fu trasmessa per la prima volta su Rete 4 (non ancora Fininvest) nel 1982, in fascia preserale.
Nella versione home video edita da Yamato Video, sono state ripristinate tutte le scene censurate o tagliate, reinserendo per il finale della serie l'audio proveniente dal film di montaggio Rocky Joe - L'ultimo round e sottotitolando le scene non doppiate in italiano.

#### Doppiaggio
Alla voce personaggi, qualora compaiano due nomi diversi è a causa del fatto che le due serie hanno avuto due adattamenti diversi (il primo indicato è il nome usato nella prima serie mentre quello che segue è la versione più anglofona della seconda serie).
Il doppiaggio italiano della serie, che palesa una forte distonia di adattamento dialoghi tra le due serie fu eseguito dalla C.D. (Cooperativa Doppiatori) per ciò che concerne la prima serie, più fedele all'originale rispetto alla successiva, mentre la seconda serie venne doppiata dalla TELECOLOR 2000 su dialoghi adattati da Graziano Galoforo
| Nome prima serie | Nome seconda serie | Nome originale              | Doppiatore originale | Doppiatore italiano (1ª serie)               | Doppiatore italiano (2ª serie) | Doppiatore italiano (film) |
| ---------------- | ------------------ | --------------------------- | -------------------- | -------------------------------------------- | ------------------------------ | -------------------------- |
| Rocky Joe        | Rocky Joe          | Yabuki Joe                  | Teruhiko Aoi         | Mauro Gravina                                | Riccardo Niseem Onorato        | Riccardo Niseem Onorato    |
| Tange Danpei     | Frank Miller       | Tange Danpei                | Jukei Fujioka        | Arturo Dominici                              | Gino Pagnani                   | Alessandro Rossi           |
| Toro Riki        | Eddy Morgan        | Rikīshi Tōru                | Shuusei Nakamura     | Angelo Nicotra Paolo Buglioni                | Francesco Bulckaen             | Riccardo Rossi             |
| Mammuth Nishi    | Igor               | Kanichi Nishi detto Mammuth | Toku Nishio          | Sandro Iovino Arturo Dominici Paolo Buglioni | Giuliano Santi                 | Francesco Pannofino        |
| Yoko Shiraki     | Alex Shiraki       | Shiraki Yōko                | Emi Tanaka           | Isabella Pasanisi                            | Stefania Patruno               | Barbara De Bortoli         |
| Norina           | Niki               | Noriko Hayasi               | Kauro Ozawa          |                                              |                                |                            |
| Lupo Canesecco   | Wolf Graffiti      | Kinken Kanagushi detto Wolf | Osamu Kato           | Carlo Cosolo Raffaele Uzzi                   |                                |                            |
| Carlos Rivera    | Carlos Rivera      | Carlos Rivera               | Taichirō Hirokawa    | Dario Penne                                  | Angelo Maggi                   | Massimo De Ambrosis        |
| Jose Mendoza     | Jose Mendoza       | Josè Mendoza                | Yoshito Miyamura     | Sandro Pellegrini                            | Saverio Moriones               | Sandro Iovino              |
| Sig.Shiraki      | Michael Shiraki    | Shiraki Mikinosuke          | Tamio Ohki           | Ivo Garrani                                  | Riccardo Garrone               | Renato Mori                |
| Mine             |                    |                             |                      | Roberto Chevalier                            |                                |                            |
| Saki             | Pepe               | Saki                        | Fuyumi Shiraishi     | Deddi Savagnone                              |                                |                            |
| Kinoko           |                    | Kinoko                      | Keiko Ushizaki       |                                              |                                |                            |
| Tonki            |                    | Tonkichi                    | Hiroko Maruyama      |                                              |                                |                            |
| Hyoro            |                    | Hyoro Matsu                 | Kaneta Kimotsyki     |                                              |                                |                            |
| Kinoppi          |                    |                             |                      | Deddi Savagnone                              |                                |                            |
| Taro             |                    | Tarou                       | Kiyonobu Suzuki      | Piero Tiberi (1/36) Marco Guadagno (37/79)   |                                |                            |
|                  | Max Ryan           | Yongbi Kim                  |                      |                                              | Fabrizio Pucci                 |                            |
|                  | Dan Robert         |                             |                      |                                              | Sergio Matteucci               |                            |
|                  | Pin Sarawaku       |                             |                      |                                              | Maurizio Reti                  |                            |
|                  | Sugar Kyoshi       |                             |                      |                                              | Oliviero Dinelli               |                            |
|                  | William Slorin     |                             |                      |                                              | Giorgio Bandiera               |                            |
|                  | Colonnello         |                             |                      |                                              | Giancarlo Padoan               |                            |
| Giornalista      | Giornalista        |                             |                      |                                              | Edoardo Nevola                 |                            |
|                  | Mister Shot        |                             |                      |                                              | Sandro Pellegrini              |                            |
| Roberto          | Robert             | Harry Robert                | Mikihoro Ikemizu     |                                              | Giorgio Locuratolo             |                            |

Soprattutto nella versione cartacea, molti atleti pugili vengono identificati con un "ring name" una sorta di appellativo legato all'attività pugilistica agonistica.
Negli adattamenti italiani, il primo filo-nipponico e il secondo decisamente anglofono, per un gioco di assonanze tali soprannomi sono stati spesso puerilmente storpiati: Tooru Rikishi è diventato Toro Riki, Wolf Kanagushi è diventato Lupo (dall'inglese Wolf) Canesecco e così via.
C'è da dire inoltre, che dall'opera originale si evince come lo stesso Joe si sia guadagnato soprannomi da ring come "assassino", "re della rissa", ecc.

#### Colonna sonora

##### 1ª serie
Sigla di apertura
- Ashita no Joe cantata da Isao Bitou

Sigle di chiusura
- Joe no Komoriuta (ジョーの子守唄?) cantata da Asao Koike (ep. 1-40)
- Rikiishi Toru no Theme (力石徹のテーマ?) cantata da Hide Yuki (ep. 41-79)

##### 2ª serie
Sigle di apertura
- Kizudarake no Eikou (傷だらけの栄光?) cantata da Takeshi Obo (ep. 1-25)
- MIDNIGHT BLUES cantata da Ichiro Araki (ep. 26-47)

Sigla di chiusura
- Hateshinaki Yami no Kanata ni (果てしなき闇の彼方に?) cantata da Takeshi Obo (ep. 1-25) e da Ichiro Araki (ep. 26-47)

##### Sigle italiane
Rocky Joe, il campione è stato trasmesso nelle TV locali abbinato alla sigla originale di Forza Sugar. Probabilmente alla base dell'errore c'è il fatto che entrambe le serie hanno come sfondo il pugilato.
- Rocky Joe cantata da Gli amici di Rocky, pseudonimo degli Oliver Onions[51]
- Rocky Joe, il campione cantata da Massimo Dorati degli Odeon Boys questa sigla essendo di proprietà di Mediaset/Five Records, venne tagliata quando la serie passò in altre mani (TMC nei primi anni '90 e Doro TV dal 2001).

##### Live action
Colonna sonora
- Show Me Love (Not A Dream) cantata da Hikaru Utada

### Videogiochi
Dalla serie sono stati tratti diversi videogiochi, quasi tutti di genere picchiaduro a incontri, usciti quasi esclusivamente in Giappone.
Il primo probabilmente è Ashita no Joe del 1983, uscito per i computer giapponesi PC-88 e FM-7.
Il primo arcade, sviluppato sulla scia di Punch-Out!!, si intitola Success Joe (Ashita no Joe in Giappone) ed è stato prodotto dalla Taito nel 1990, inoltre ha un lieto fine felice perché, nella scena finale, Joe sposa Yoko.
Il successivo è Legend of Success Joe, reso disponibile per la scheda Neo Geo nel corso dell'estate 1991. Ashita no Joe (omonimo del primo capitolo) uscì per Super Nintendo il 27 novembre 1992.
Un ulteriore titolo arcade, Boxing Mania: Ashita no Joe, fu distribuito nelle sale giochi nel 2001. Il 29 marzo dello stesso anno giunse anche Ashita no Joe Touchi: Typing namida hashi per PlayStation 2 ad opera di Sunsoft.
Su PlayStation 2 arrivarono ben presto altri due capitoli dedicati alla storia di Joe, Ashita no Joe 2: The Anime Super Remix, prodotto da Capcom, basato sulla seconda serie e distribuito il 20 giugno 2002, e  Ashita no Joe masshiro ni moe tsukiro!, nuovamente ad opera di Konami e pubblicato il 4 dicembre 2003. Nella medesima data il franchise toccò anche la console portatile Game Boy Advance, con Ashita no Joe makkani moeagare!.
Il successivo videogioco prodotto è Bikkuri Pachinko: Ashita no Joe - Kyoraku Collection Vol. 1 per PlayStation 3 uscito il 21 aprile 2011, l'unico a non essere un picchiaduro ma bensì un simulatore di pachinko.

## Riferimenti in altre opere
- Nel manga 20th Century Boys, Kenji Endo dopo essere scomparso ritorna con il nome di Joe Yabuki.
- Nel manga Bakuman, il protagonista Moritaka Mashiro confessa che Rocky Joe è il suo manga preferito.
- Nell'anime Shokugeki no Soma, nel sesto episodio, è presente un omaggio alla serie Rocky Joe (in particolare alla scena finale dell'anime).
- Nel manga Berserk l'elfo Pak prende spesso le sembianze di Danpei Tange, facendo vari riferimenti al manga di Takamori e Chiba.
- Nel manga As the Gods Will, alcuni degli studenti che partecipano alla fase finale dei giochi mortali, provengono da Rikiishi e Yabuki, regioni presenti nel manga Rocky Joe.
- Nell'anime Lamù, nell'episodio 66, Ataru deve fare un incontro di boxe contro il gatto Moroboshi, venendo sostenuto da Sakurambo nelle vesti di Danpei Tange, con l'incontro che finisce con un colpo d'incontro incrociato, come il più famoso colpo di Joe.
- Nell'anime Beyblade G-Revolution, nell'episodio 21, durante una gag, Daichi, dopo essere stato colpito da un pugno, cade su uno sgabello nella stessa posizione di Joe nel finale della serie. Ad enfatizzare ulteriormente la gag, partì anche la sigla finale dell'anime per qualche secondo, con annessi titoli di coda. Nella versione italiana dell'episodio questa parte venne completamente rimossa.
- Nell'anime Sfondamento dei cieli Gurren Lagann ci sono vari riferimenti a Rocky Joe: nel primo episodio il tentativo di fuga su talpa-maiali richiama quello di Joe di fuggire dal riformatorio sul dorso di un maiale. Nell'episodio 3 il combattimento su mecha tra Kamina e l'Uomo Bestia, i due si danno un "colpo d'incontro" assumendo una postura simile al colpo d'incontro incrociato tra Rikiishi e Joe durante l'incontro al riformatorio. Inoltre nell'episodio 8 la morte di Kamina viene raffigurata come quella di Joe. Nel 2° film di Gurren Lagann, Dayakka a una festa ha la pancia con su disegnato la faccia di Danpei Tange.
- Nella seconda serie dell'anime Ken il guerriero, nell'episodio 10, il combattimento tra Kenshiro e Falco, si scambiano un pugno d'incontro incrociato proprio come il combattimento tra Joe e Rikiishi al riformatorio.
- Nell'anime Pokémon, nell'episodio 27 della prima serie,  Ash da lezioni di pugilato a Pikachu intitolandole "Per il domani", lo stesso delle lezioni per posta di pugilato di Danpei (nell'adattamento italiano questo riferimento scompare), mentre nell'episodio 117 della seconda serie un pokémon assume la stessa posizione di Joe del finale.
- Nell'anime Classe di ferro, nell'episodio 13, il protagonista Edajima Heihachi, poco prima di un incontro di boxe, legge il manga di Rocky Joe perché non aveva mai boxato in vita sua.
- Nell'anime Kinnikuman, nell'episodio 10, il protagonista provoca e viene provocato da due pugili mentre stanno combattendo, sale sul ring e la sua faccia diventa la stessa di Joe, prima di essere malamente battuto.
- Nell'anime Notari Matsutaro, il protagonista Matsutarou Sakaguchi nell'episodio 6 legge il manga Rocky Joe e lo mette insieme ad altri manga (il manga di Notari Matsutaro venne disegnato da Tetsuya Chiba, lo stesso disegnatore di Rocky Joe)
- In Le bizzarre avventure di JoJo: Diamond is Unbreakable, dopo aver assaggiato l'insalata caprese di Tonio, un deliziato Okuyasu paragona la combinazione tra mozzarella e pomodoro, tra le varie cose, alla collaborazione tra Ikki Kajiwara e Tetsuya Chiba per la creazione del manga "Rocky Joe".
- In Gintama il protagonista Gintoki nell'episodio 229, c'è la parodia di Danpei Tange. Nell'episodio 253 in una parodia, assume la stessa posizione e dice le stesse parole di Joe nella scena finale, con anche la regia che usa gli stessi colori.
- Nell'anime One Piece, nell'episodio 218, nel combattimento tra Rufy e Foxy, il riferimento è a Joe, alle sue tecniche di combattimento e a dover combattere fino a diventare "bianca cenere" .
- Nel manga Fantasista, il protagonista Teppei Sakamoto riceve delle lettere dalla sorella per imparare a giocare a calcio intitolate "Per il domani", come le lettere di Danpei a Joe durante il periodo in riformatorio per insegnarli la box.
- Nell'anime Lupin III, nell'episodio 6 del quinto capitolo, per scassinare una cassaforte Lupin deve ridurre la sua intelligenza e, tra le prove, cavalca dei maiali come Joe nel suo tentativo di fuga dal riformatorio, e deve resistere alla sete con tanto di rubinetti bloccati come Rikiishi (per rimarcare il riferimento, Lupin indossa la stessa felpa di Rikiishi).
- Nel visual novel Steins;Gate, Faris manda un messaggio a Okaro Rintaro con un chiaro riferimento alla scena finale di Rocky Joe, dicendo di aver "bruciato tutto", e dice di avere sentito qualcuno urlare "alzati Joe".
- L'anime Megalo Box è stato creato in commemorazione del 50º anniversario dell'uscita del manga Rocky Joe con molti riferimenti alla serie originale.
- Nell'episodio 34 dell'anime Hajime no Ippo nel combattimento tra Ippo e Sendo, quest'ultimo subisce un colpo che gli fa perdere conoscenza, nonostante questo riesce a concludere il round ma, arrivato al suo angolo, non riesce più ad alzarsi, assumendo una posa simile a quella di Joe. Nel manga, nel capitolo 1209, appare il dottor Kiniski, luminare della scienza e che aveva riscontrato in Joe i sintomi della sindrome del pugile ubriaco.
- Nell'anime Record of Ragnarok, l'ultima parte del combattimento tra Adamo e Zeus è ispirata al finale dell'incontro tra Joe e Mendoza: sia Adamo che Joe perdono la vista ma continuano a combattere, e nonostante la loro superiorità i loro avversari non riescono a farli crollare poiché entrambi non vogliono arrendersi. Il loro spirito è talmente forte che pur morendo fisiologicamente durante gli ultimi scambi di colpi, entrambi continuano a controbattere. Alla fine sia Zeus che Mendoza si chiedono se avrebbero vinto lo stesso in condizioni differenti: Adamo se avesse avuto la stessa natura immortale di un dio, Joe se non fosse stato debilitato dalla malattia.
- Nell'anime Bocchi the Rock!, nell'episodio 8 la protagonista Bocchi, dopo un concerto, sfinita, in un ristorante si riposa e siede come nella scena finale dell'anime (vengono usati gli stessi colori), con le sue amiche che prima gli dicono di non "diventare cenere" e poi gli viene fatto notare che non è questo quell'anime.
- Nell'anime di Yu Yu Hakusho, nell'episodio 81 per pochi secondi si vede la schermata di caricamento di un videogioco sulla boxe: che ritrae una persona molto simile a Joe tra l'altro con le braccia a penzoloni proprio come prima di un colpo d'incontro incrociato.
- Nel manga di Shonan Junai Gumi, nel volume 2 mentre i protagonisti si stanno facendo una sauna entra un personaggio con i capelli uguali a quelli di Yabuki, inoltre subito a fianco una scritta "Joe" lo conferma.  Oltretutto i 2 protagonisti Eikichi Onizuka e Riuji Damna, mentre si picchiano quasi sempre utilizzano la famosa tecnica del colpo d'incontro incrociato.

## Accoglienza
Nel sondaggio Manga Sōsenkyo 2021 indetto da TV Asahi, 150 000 persone hanno votato la loro top 100 delle serie manga e Rocky Joe si è classificata al 29º posto.
Il manga divenne così influente, che diventò un simbolo delle rivolte studentesche giapponesi del '68, al punto che, per rimarcare l'influenza dei manga raggiunta con Ashita no Joe, gli studenti arrivarono a coniare lo slogan: "Con la destra reggiamo l'Asahi Journal, con la sinistra lo Shukan Shonen Magazine". Addirittura i membri terroristi dell'Armata Rossa Giapponese che presero parte al dirottamento dello Yogodo, avvenuto il 31 marzo 1970, durante il dirottamento dichiararono "Noi siamo tutti Ashita no Joe". Allo stesso tempo era un grande fan dell'opera lo scrittore nazionalista Yukio Mishima che il 25 settembre 1970 si suicidò commettendo seppuku dopo aver occupato una base militare.
In Giappone, negli anni successivi alla sua pubblicazione, vennero costruite tre statue dedicate a Joe Yabuki.
Quando nel marzo 1970, uscì il numero del manga in cui muore Tooru Rikishi, i lettori organizzarono un vero funerale a cui fu invitato lo stesso disegnatore Tetsuya Chiba.